# Isla Todos Santos (ö i Mexiko, Baja California)
Isla Todos Santos är en ö i Mexiko.   Den ligger i delstaten Baja California, i den nordvästra delen av landet, 2 200 km nordväst om huvudstaden Mexico City. Arean är 1,00 kvadratkilometer.
Terrängen på Isla Todos Santos är lite kuperad. Öns högsta punkt är 91 meter över havet. Den sträcker sig 1,8 kilometer i nord-sydlig riktning, och 1,1 kilometer i öst-västlig riktning.